# Geneton Moraes Neto
Geneton Moraes Neto (Recife, 13 de julho de 1956 — Rio de Janeiro, 22 de agosto de 2016) foi um jornalista e escritor brasileiro.

## Carreira
Geneton iniciou sua carreira como repórter do Diário de Pernambuco, em 1972. Entre 1975 e 1980, foi repórter da sucursal Nordeste do jornal O Estado de S.Paulo; após, trabalhou na TV Globo Nordeste como repórter e editor até transferir-se para a TV Globo Rio de Janeiro em 1985.
Na emissora, foi editor do Jornal da Globo e do Jornal Nacional, correspondente da GloboNews e do jornal O Globo na Inglaterra, além de repórter e editor-chefe do programa dominical Fantástico. Ganhou o Prêmio Embratel de telejornalismo de 2010 com as entrevistas com os generais Newton Cruz e Leônidas Pires Gonçalves, exibidas no programa Dossiê GloboNews. Ao receber o prêmio, disse, em texto publicado no portal G1: "Não se faz Jornalismo com tédio. Faz-se com devoção. Jornalista existe para levantar – não para derrubar – assuntos".
Dirigiu, em 2010, o documentário Canções do Exílio, exibido no Canal Brasil, com depoimentos de Caetano Veloso, Gilberto Gil, Jorge Mautner e Jards Macalé sobre o período em que viveram em Londres. Recebeu da Academia Brasileira de Letras (ABL), em 2012, a Medalha João Ribeiro, concedida anualmente a personalidades que se destacam na área da cultura. Dirigiu o primeiro documentário de longa metragem produzido pela GloboNews: Garrafas ao Mar: a Víbora Manda Lembranças. Com uma hora e vinte de duração, o documentário reúne entrevistas gravadas ao longo de vinte anos de convivência com o jornalista Joel Silveira, tido como o maior repórter brasileiro. Garrafas ao Mar foi exibido pela GloboNews, sem intervalos, no dia 2 de fevereiro de 2013. Em dezembro, o jornal O Globo elegeu Garrafas ao Mar como um dos dez melhores programas exibidos pela televisão brasileira naquele ano.
Também em 2013, dirigiu, na GloboNews, o documentário Dossiê 50: Comício a Favor dos Náufragos - com gravações em áudio e vídeo feitas com todos os onze jogadores que enfrentaram o Uruguai na decisão da Copa de 1950, no Maracanã. Em 2015, dirigiu o documentário Cordilheiras no Mar: a Fúria do Fogo Bárbaro, ganhador do Prêmio Especial do Júri no 25º Festival Ibero-americano de Cinema, realizado em Fortaleza. O filme trata da grande polêmica provocada por Glauber Rocha ao oferecer apoio ao projeto de abertura política anunciado pelo general Ernesto Geisel.

## Morte
Em 16 de julho de 2016, Geneton foi internado no Rio de Janeiro após sofrer um aneurisma da aorta. Morreu em 22 de agosto, após não resistir a complicações da doença. O velório do jornalista aconteceu no Cemitério do Caju, zona portuária da cidade carioca. O corpo de Geneton foi cremado no mesmo dia, em cerimonia reservada aos familiares e amigos.
Deixou esposa, três filhos e quatro netos.

## Obras publicadas
- Caderno de Confissões Brasileiras (Editora Comunicarte, 1983)
- Cartas ao Planeta Brasil (Editora Revan, 1988)
- Hitler/Stalin: O Pacto Maldito (Editora Record, 1990; em parceria com Joel Silveira)
- Nitroglicerina Pura (Editora Record, 1992; em parceria com Joel Silveira)
- O Dossiê Drummond/A Última entrevista do Poeta (Editora Globo - 1994; prefácio de Joel Silveira | edição atualizada: Editora Globo, 2007; prefácio de Paulo Francis)
- Dossiê Brasil (Editora Objetiva, 1997)
- Dossiê 50: Os Onze Jogadores Revelam os Segredos da maior Tragédia do Futebol Brasileiro (Editora Objetiva, 2000 | edição atualizada: Editora Maquinária, 2013; prefácio de Mino Carta)
- Dossiê Moscou (Geração Editorial, 2004; prefácio de Ferreira Gullar)
- Dossiê Brasília: os Segredos dos Presidentes (Editora Globo, 2005)
- Dossiê História: um repórter encontra personagens e testemunhas de grandes tragédias da História mundial (Editora Globo, 2007)
- Dossiê Gabeira (Editora Globo, 2009; prefácio de Ignácio de Loyola Brandão)